# 이속시스목
이속시스목(Isoxyida 이속시다[*])은 이속시스속와 수루시카리스속으로 구성된 멸종한 절지동물의 한 부류로, 캄브리아기에 살았던 초기 절지동물 가운데 하나이다. 이속시스속은 전세계에서 20종이 발견되었고, 수루시카리스속의 경우 캐나다의 버지스 셰일에서 단 한 종만이 발견되었다. 이들은 이매 갑각과 위로 구부려 쥘 수 있는 전방부속지로 구분할 수 있다.

## 특징
이속시스목은 절지동물 줄기군과 좀 더 진보한 분류군에서 보이는 특징의 조합을 지니고 있다. 이속시스목은 반원형 갑각과 크고 구형의 눈, 가시로 덮여있으며 커다랗고 위로 굽은 한 쌍의 전방부속지, 몸통에 연달아 달리는 이분지 여러 쌍이 있다. 대부분의 절지동물들이 그렇듯 체절화되고 경화된 몸을 가지지만, 몸통 부분의 경우  방사치목처럼 체절화가 되지 않았고 경화가 덜하다. 현재 두 속만이 이속시스과의 구성원으로 있다. 이들은 거의 세계적인 분포를 가지고 있으며 20종이 알려져 있는 이속시스와 브리티시 컬럼비아의 버지스 셰일 지역에 국한되어 있으며 단 하나의 종만 포함하고 있는 수루시카리스이다. 이 절지동물들은 수중이나 바닥 가까이에서 연한 몸을 가진 먹잇감을 사냥하는 포식자로 사료된다.

## 분류
|  | 방사치목 |
|  |          |

|  | 이속시스목 |
|  |            |

|  | 푸시엔후이아목 대협강 우지류 절지동물 왕관군 (대악류, 협각아문) |
|  |                                                                 |

|  | 이속시스목 |
|  |            |

|  | 푸시엔후이아목 대협강 우지류 절지동물 왕관군 (대악류, 협각아문) |
|  |                                                                 |

|  | 방사치목 |
|  |          |

|  | 이속시스목 |
|  |            |

|  | 푸시엔후이아목 대협강 우지류 절지동물 왕관군 (대악류, 협각아문) |
|  |                                                                 |

|  | 이속시스목 |
|  |            |

|  | 푸시엔후이아목 대협강 우지류 절지동물 왕관군 (대악류, 협각아문) |
|  |                                                                 |

이 분기도는 Zhang et al. 2023 논문의 결과에 따라 다른 절지동물군과 비교한 이속시스목과의 관계성을 보여준다.
이속시스목의 제대로 된 분류는 다소 논쟁거리이다. 이들이 종종 초기 절지동물로 취급되나, 절지동물 과 계통에 어디가 실제로 들어맞는지에 대해 이의가 제기되었다. 원래는 캄브리아기에 살았던 투조이아와 연관이 있을 것으로 여겨졌는데, 이유는 등갑의 모양이 비슷했기 때문이었다. 그러나 2022년 연구에 따라 투조이아가 히메노카리나목의 일원이었던 것이 발견되면서, 이속시스목과는 매우 관련없음이 밝혀지게 되었다. 현재 이 분류군은 머리의 해부학적 재조직(분화된 첫 부속지 쌍으로 일명 '중대뇌' 쌍, 다체절화한 머리, 구하체/윗입술 복합체)으로 구성원을 구별하는 제안된 절지동물의 분기군인 중지동물에 분류되었다. 절지동물의 왕관군 바깥에 놓여져 있으며, 대악류와 협각아문은 이속시스목보다는 서로 매우 밀접하게 관련이 있다.

## 생태
이속시스목에 속하는 종들은 적극적으로 수영하는 포식자였을 것으로 여겨지는데, 전방부속지를 이용해 연조직성 몸을 가진 먹이를 붙잡았으며, 거의 앞쪽에 있는 이분지 두 쌍이 먹이 가공에 보조로 이용되었을 것이다. 이 목의 다양한 종들은 해저 바로 위를 헤엄치는 것(유해성)부터 넓은 바다에서 헤엄치는 것(원양성)까지 다양한 지위를 차지했을 것으로 여겨진다. 수영은 아마도 다리를 율동적 움직임에 맞추어서 이루어졌을 것이다. 길쭉한 등갑이 있는 이속시스 종은 수많은 현생 해양 무척추동물처럼 수층을 따라 위아래로 수직 이동을 했을 가능성이 높다.

## 같이 보기
- 이속시스
- 수루시카리스